# Carambola
Carambola (Averrhoa carambola) är en växt och även dess frukt, även benämnd "stjärnfrukt" eller "koromandelkrusbär". Anledningen till benämningen "stjärnfrukt" är att frukten är utbildad med fem kraftiga åsar, och om man skär skivor tvärs över åsarna har skivorna formen av en femuddig stjärna.
Carambolafrukten kan ätas såväl omogen (grön) som mogen (gul). När den är omogen har den en något syrligare smak, men fortfarande lika frisk som mogen. Skalet är tunt, och kan ätas. Carambola är inte nyttigt att äta i alltför stora mängder på grund av den höga halten oxalsyra. Det är främst njursjuka personer som bör se upp.
Carambolaträdet blir drygt 5 meter högt. Bladen är upp till en halvmeter långa och består av flera småblad som viker ihop sig vid beröring och på natten. Blommorna är rosa.
Carambola kommer sannolikt ursprungligen från Sydöstasien, där den idag växer förvildad i Indonesien; någon vildväxande, ursprunglig växt har inte kunnat påträffas. Det odlas även i hela sydöstra Asien, Brasilien, Ghana och Guyana. Till skillnad från de flesta andra tropiska träd behöver carambola inte mycket solljus.